# افراتخته
اَفراتَخته از روستاهای جنگلی استان گلستان ایران و دارای جنگل انبوه چند هزار ساله‌است.
دهکده افراتخته در جنوب شرقی شهر علی‌آباد کتول واقع شده‌است و دارای جاذبه‌های طبیعی و گردشگری است. 
در پیرامون افراتخته منطقه شکار ممنوع قرار گرفته‌است که زیستگاه گونه‌های جانوری منحصربه‌فرد است.
اندوختگاه‌های سرخدار افراتخته از رویشگاه‌های سرخدار جنگل‌های شمال ایران است که در آن درختان سرخدار با قدمت بسیار بالا به طور انبوه و گاهی نیز به شکل توده‌های خالص روییده‌اند. سن برخی از این درختان به بیش از هزار سال می‌رسد.
جنگل افراتخته دارای ۱۵۰ هکتار از جنگل‌های ۱۹۰ میلیون ساله‌است.
اندوختگاه سرخدار که در حوضه آبخیز زرین‌گل و ۳۰ کیلومتری جنوب شرقی علی‌آباد کتول و در مجاورت روستای افراتخته واقع شده به عنوان حوزه شماره ۸۵ در تقسیم بندی طرح جامع جنگل‌های شمال کشور به ثبت رسیده‌است. 
با این حال از سال ۱۳۷۸ خورشیدی با تصویب مقامات برای ساخت جاده و ویلا این اندوختگاه طبیعی در معرض خطر قرار گرفته‌است.